# Negar Mona Alizadeh
Negar Mona Alizadeh (* 26. Januar 1988 in Wiesbaden, Deutschland) ist eine deutsche Schauspielerin persischer Abstammung.

## Leben
Alizadeh wuchs in Mainz auf und lebt in Köln. Im Alter von drei Jahren erhielt sie professionellen Ballettunterricht und machte damit erste Bühnenerfahrungen. Nach vielen Theaterauftritten durch die Theatergruppe des Gutenberg-Gymnasiums Mainz entschied sie sich frühzeitig für den Beruf als Schauspielerin.
Ende 2013 schloss Alizadeh eine vierjährige Schauspielausbildung an der Arturo Schauspielschule in Köln ab und spielte die Hauptrolle als orientalisch aussehende „Luise“ im Stück Kabale und Liebe von Friedrich Schiller im Euro Theater Central Bonn. Darauf folgten kleinere Werbedrehs unter anderem für große Firmen wie The Phone House, Winkhaus, Bayer und Deloitte.
Mit dem Film Teheran Tabu von Ali Soozandeh hatte sie 2017 ihr Kinodebüt in der Rolle „Donya“. Im Sommer 2017 spielte sie bei den Scherenburgfestspielen in Gemünden am Main im Stück Ronja Räubertochter aus dem gleichnamigen Theaterstück von Astrid Lindgren und war gleichzeitig Regieassistentin für das Stück Kohlhiesels Töchter, bei dem sie auch kleine Rollen als Magd sowie als sogenannte „Gottfrau“ übernahm.